# Mikkjó
Mikkjó (japonsky 密教) je japonský termín, který označuje vadžrajánovou nauku japonského buddhismu, typickou zejména pro buddhistické školy Šingon a Tendai. Nauka se v Japonsku rozšířila na počátku 9. století a je spojená s působením mnicha Saičóa a Kúkaie.